# Eriocaulon concretum
Eriocaulon concretum är en gräsväxtart som beskrevs av Ferdinand von Mueller. Eriocaulon concretum ingår i släktet Eriocaulon och familjen Eriocaulaceae.
Artens utbredningsområde är Northern Territory, Australien. Inga underarter finns listade i Catalogue of Life.